# Provincia della Mecca
La provincia della Mecca, o provincia Occidentale - (in arabo منطقة مكة المكرمة‎?, Minṭaqa Makka al-Mukarrama), chiamata anche con il suo vecchio nome Hegiaz, è la provincia più popolosa dell'Arabia Saudita.

## Geografia fisica
Si trova nella parte occidentale del Paese, lungo la costa del Mar Rosso. Ha una superficie di 164 000 km² e una popolazione di 5 797 971 abitanti (2004). Il suo capoluogo è la città sacra della Mecca.
Altre importanti città sono Hawīyya, Gedda e Ta'if.
La provincia confina con Medina a nord, Riyad a est, al-Bāha e 'Asir verso sud, e il Mar Rosso a ovest.

## Governatorati
La regione è divisa in 12 governatorati (censimento della popolazione del 2010):
- Al Jumum (92 222 ab.)
- Al Kamil (21 419 ab.)
- Al Khurmah (42 223 ab.)
- Al-Lith (128 529 ab.)
- Al Qunfidhah (272 424 ab.)
- Ta'if (987 914 ab.)
- Jeddah (3 456 914 ab.)
- Khulays (56 687 ab.)
- Makkah Al Mukarramah (1 675 368 ab.)
- Rabigh (92 072 ab.)
- Ranyah (45 942 ab.)
- Turubah (43 947 ab.)

## Elenco dei governatori
- Khalid bin Mansour bin Lowaay (1924)
- Muhammad bin Abd al-Rahman Al Sa'ud (1924 - 1925)
- Faysal bin Abd al-Aziz Al Sa'ud (1925 - 1958)
- Abd Allah bin Sa'ud Al Sa'ud (1960 - 18 dicembre 1961)
- Abd Allah bin Faysal Al Sa'ud (1963 - 1968) (in veste di ministro dell'interno)
- Mut'ib bin 'Abd al-'Aziz Al Sa'ud (1958 - 1961)
- Mish'al bin Abd al-Aziz Al Sa'ud (1963 - 1971)
- Fawwaz bin Abd al-Aziz Al Saud (1971 - 1981)
- Majid bin 'Abd al-'Aziz Al Sa'ud (3 marzo 1980 - 1999)
- ʿAbd al-Majīd bin ʿAbd al-ʿAzīz Āl Saʿūd (1999 - 2007)
- Khalid bin Faysal Al Sa'ud (16 maggio 2007 - 22 dicembre 2013)
- Mishaal bin Abd Allah Al Sa'ud (22 dicembre 2013 - 29 gennaio 2015)
- Khalid bin Faysal Al Sa'ud, dal 29 gennaio 2015

## Elenco dei vice governatori
- Fawwaz bin Abd al-Aziz Al Saud (18 giugno 1969 - 1971)
- Ahmad bin 'Abd al-'Aziz Al Sa'ud (1971 - 1975)
- Sa'ud bin Abd al-Muhsin Al Sa'ud (1976 - 1999)
- Abd Allah bin Bandar Al Sa'ud (22 aprile 2017 - 27 dicembre 2018)
- Badr bin Sultan bin Abd al-Aziz Al Sa'ud (27 dicembre 2018 - 12 dicembre 2023)
- Sa'ud bin Mish'al bin Abd al-Aziz Al Sa'ud, dal 12 dicembre 2023